# Рудолф V фон Тирщайн
Рудолф V (I) фон Тирщайн (на немски: Rudolf V (I) von Tierstein; на латински: „Comes Ruodolfus de Thierstein“; * пр. 1173; † сл. 29 август 1230, убит; или 1231/1236) от линията Фробург-Хомберг е граф на Тирщайн в Зизгау в Швейцария.

## Произход и наследство
Той е син на граф Рудолф III фон Тирщайн († сл. 1156) и съпругата му Берта фон Заугерн, дъщеря на граф Удалхард фон Заугерн. Брат му Вернер фон Тирщайн († сл. 1245) e каноник в Базел.
През края на 12 век графовете фон Тирщайн наследяват замък Пфефинген от графовете фон Заугерн. Около средата на 14 век фамилията Тирщайн се разделя на две линии. Едната линия живее веднага във Фарнсбург, а другата в Ной-Тирщайн и Пфефинген.

## Фамилия
Рудолф V (I) фон Тирщайн се жени за Гепа фон Фробург († сл. 1208), дъщеря на граф Фолмар II фон Фробург († 1175). Те имат четири деца:
- Улрих I фон Тирщайн († сл. 8 август 1280)
- Рудолф VI (II) фон Тирщайн (* пр. 1208; † сл. 24 август 1262/1265), граф на Тирщайн, женен I. за София фон Фробург? († сл. 1208); II. за Елиза фон Геролдсек († сл. 1265)
- Вернер фон Тирщайн
- Ото фон Тирщайн